# Marie-Joseph de Galard de Terraube
Pour les autres membres de la famille, voir Famille de Galard.
Marie-Joseph Galard de Terraube, né le 20 mai 1735 au château de Terraube et mort le 8 octobre 1804 à Ratisbonne, est un évêque français du XVIIIe siècle. 

## Biographie
Il est issu d'une des plus anciennes familles de la Gascogne, la famille de Galard. Marie-Joseph est le fils de Gilles, marquis de Terraube, et de Marguerite-Victoire de Moret de Peyre.  
Marie-Joseph Galard est chanoine de Paris, grand vicaire de Senlis, abbé de la Chassaigne en 1768 et aumônier du roi de 1766 à 1774.
Il est nommé évêque du Puy en 1774. L'évêque obtient le Pallium en 1777. Il effectue plusieurs décorations modernes à l'intérieur de la cathédrale, établit un internat au collège, une fabrique d'étoffes et de couvertures à l'hôpital général. Il embellit la ville du Puy et crée la promenade de Breuil. Confronté à la  Révolution française, il refuse de prêter le serment. Le refus du serment équivaut à une démission et en 1791 Étienne Delcher, curé de Brioude, est élu évêque constitutionnel du diocèse de la Haute-Loire. En 1801 le diocèse du Puy est supprimé et réuni à celui de Saint-Flour.
Il reste dans son diocèse jusqu'au dernier moment possible, mais il se retire enfin en Suisse à Constance, puis à Ratisbonne, où il meurt en 1804.